# Olsynium filifolium
Olsynium filifolium là một loài thực vật có hoa trong họ Diên vĩ. Loài này được (Gaudich.) Goldblatt miêu tả khoa học đầu tiên năm 1990.